# صفحه ۳

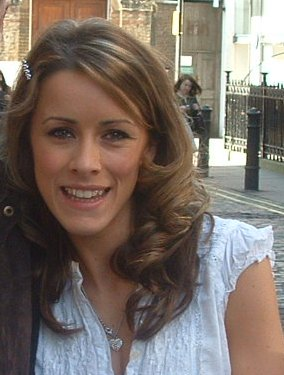
نیکلا تپندن از دختران سابق صفحه ۳

صفحه ۳ یا صفحه ۳ (همچنین با عنوانِ دختران صفحه ۳) در فرهنگ بریتانیا به دختری جوان و معمولاً با سینه‌های بزرگ گفته می‌شود که عکسش در صفحه سوم برخی روزنامه‌های کوچک چاپ می‌شد. تصویر این دختر معمولاً برهنه یا نیمه برهنه بود. نخستین تصاویر از این نوع دختران در روزنامه سان در سال ۱۹۷۰ منتشر گردید.
صفحه ۳ روزنامه سان که مدت ۴۴ سال همیشه حاوی عکس زنی با بالاتنه عریان بود، آخرین‌بار در تاریخ ۲۲ ژانویه ۲۰۱۵، به این شکل منتشر شد.